# Surinaamse parlementsverkiezingen 2020/Kandidatenlijst/STREI!
Dit is de lijst van kandidaten voor de Surinaamse parlementsverkiezingen in 2020 van STREI! De verkiezingen vonden plaats op 25 mei 2020. De landelijke partijleider is Maisha Neus.
De onderstaande deelnemers kandideren op grond van het districten-evenredigheidsstelsel voor een zetel in De Nationale Assemblée. Elk district heeft een eigen lijsttrekker. Los van deze lijst vinden tegelijkertijd de verkiezingen van de ressortraden plaats. Daarvoor geldt het personenmeerderheidsstelsel. De kandidaten voor de ressortraden staan hieronder niet genoemd.

## Lijsten
Hieronder volgen de kandidatenlijsten op alfabetische volgorde per district.

### Commewijne
1. Martin Atencio

### Paramaribo
1. Phil Soemita
2. Rodney Cairo
3. Sybrano Harris
4. Lou O'Brien
5. Emmy Cheung
6. Martin Bel
7. Patricia Paal
8. Patricia Sabajo
9. Lionel Zweers
10. Alfonsius Soegriemsingh
11. Sanjeev Ajodhia
12. Metternisch Dankerlui
13. Xaviera Bhugwandass
14. Ingrid Peters
15. Rogier Pocorni
16. Beverly Seymore
17. Maisha Neus

### Wanica
1. German Vola
2. Vishal Sewkaransing
3. Meredith Brewster
4. Vidjai Briedjlal
5. Shenelva Tinhuil
6. Zuwena Fonkel
7. Shantousha van Aaron

Kandidaten per partij: A20 · 
ABOP · 
BEP · 
DA'91 · 
DNW · 
DOE · 
HVB · 
NDP · 
NPS · 
PALU · 
PL · 
PRO/APS · 
SDU · 
SPA · 
STREI! · 
VHP · 
VVD
Kandidaten per district: Brokopondo · 
Commewijne · 
Coronie · 
Marowijne · 
Nickerie · 
Para · 
Paramaribo · 
Saramacca · 
Sipaliwini · 
Wanica